# 日内瓦商学院
日内瓦商学院, 是一所在瑞士日内瓦州注册的国际私立教育机构。其主要校区位于瑞士日内瓦、西班牙巴塞罗那與马德里。
日内瓦商学院是一所提供金融和工商管理系学士、硕士以及博士学位的英语授课私立大学。同时，日内瓦商学院与法国公立大学—尚贝里大学(ESC Chambéry)共同合作,建立了双学士学位和双硕士学位项目。
其学位通过了瑞士(EduQua)、欧洲(ECBE)和美国(IACBE)三大体系的认证。
日内瓦商学院是一所全球领先的商学院，在全球范围内提供尖端的瑞士优质教育。学校走在创新学习方法的前沿，致力于将新技术用于课堂内外。
在日内瓦商学院您将受益于个性化的指导、量身定制的教育以及在不同校区学习的机会，享受不同城市独特的商业文化。学校的职业团队致力于为您寻找最佳的实习机会，并为您提供专业的职业指导，为您的工作做好全面的准备。
日内瓦商学院全体教员都是在相应领域有建树的专家。他们不仅能够对当前的商业趋势提供有价值的见解，而且还能与学生分享他们覆盖全球的专业人脉网络。
凭借独特的地理优势，赋予了学生更多的竞争优势。创新的学习方法、专业的教师、国际化商业网络、卓越的职业规划，再加上个性化的学生服务，使选择日内瓦商学院成为一个非常明智的决定。

## 历史
1995年, 帕特里莫因管理学院 (Institut de formation et de gestion de partrimoine), 简称(IFGP)在众多瑞士的国际银行和金融企业的要求下成立。IFGP最初的任务是为瑞士的私人银行家提供指导.
2001年6月, 国际金融论坛扩大了其使命范围，建立了金融大学(University of Finance), 简称(UF)为国际银行业和金融业提供教育，不仅是向银行家，也向有抱负的学生提供教育。
2010年金融大学(University of Finance)更命名为日内瓦商学院(Geneva Business School)以突出校园位置的重要性。它的新目标是教授研究生和研究生课程的全面工商管理和金融课程。
从2012年起，日内瓦商学院进行了大规模的全球扩张。在2012年在巴塞罗那和2018年在马德里建立校区，同时还在哈萨克斯坦和其他经济实力雄厚且多样化的地区建立了众多的高等教育合作伙伴关系，并建立了多个合作伙伴校园。

## 教育理念
- 守时、守信、参与
- 尊重多样性、少数民族和信仰
- 小班授课，行业专家的参与，课程紧跟时代发展最前沿，锻炼学生批判性思维、发散性思维和协作决策力

## 使命
1.通过卓越的教育学术确保学生的成功
- 为了满足不断变化的市场需求，我们不断地维护、提高和发展我们的教育质量
- 促进创新和激发领导能力，以满足学生的需求以及当地和国际公司的具体要求
- 吸引专业教师和世界各地的学生，培养优秀的领导能力和学术素养

2.在组织和资源配置方面对机构进行有效管理
- 不断加强各校区管理团队、师生和校友交流
- 有效管理和组织校园内和校园外的资源

3.通过指导、实习、研究、公司安置和调动与当地和国际合作伙伴合作
- 确保学生在不同授课模式下的学习效果
- 为学生提供高效的服务
- 增加课程的知名度
- 使学校和国际的关系更紧密的连接
- 发展和维护GBS的国际形象

## 校区

### 日内瓦校区
2018年，日内瓦被评为世界第八大生活质量城市，它融合了复杂、文化和令人叹为观止的风景，为来自世界各地的学生创造了最受欢迎的学习目的地之一。日内瓦拥有三种官方语言和190多个民族的人口，是世界一流的商业、国际关系和旅游中心。
日内瓦商学院日内瓦校区位于国际区的中心，是全球外交总部，也是联合国（UN）和世界贸易组织（WTO）的所在地。而校区便落座于联合国（UN）和世界贸易组织（WTO）之间。我们在日内瓦令人羡慕的地理位置为学生提供了在该市顶级金融和国际机构进行网络交流和实习的绝佳机会。
日内瓦商学院日内瓦校区内每个教室里都配备最先进的投影仪和触屏一体机作为黑板。为提供给学生一个集学习和休闲为一体的教学环境，校区内还配有计算机室, 自习室, 娱乐室, 茶歇室, 自动贩售机等，且整个校区覆盖有4.8MPS的无线网络。
距GBS日内瓦校区步行2分钟，有个大型图书馆—日内瓦国际研究图书馆, 学生可以在里学习和借阅图书。
GBS日内瓦校区街对面有个很受欢迎的学生餐厅，学生凭学生证在那里购买午餐可以享受打折优惠。在校区附近的Paquis区，还有泰餐、中餐、印度餐、日本餐厅等供学生选择。
日内瓦校区官网 （页面存档备份，存于）

### 巴塞罗那校区
巴塞罗那是欧洲顶尖的学生城市之一，从地中海的气候和海滩、世界级的美食和文化遗产，到其世界性的氛围和传奇性的夜生活，它对每个人都有好处。。一个主要的机场和高效的公共交通系统使巴塞罗那成为欧洲连接最紧密和最容易到达的城市之一。
作为一个技术中心，巴塞罗那是欧洲最著名的智慧城市之一，是一个真正的商业创新和创业孵化器，为我们的学生在学习期间和学习后创造了令人惊叹的实习机会和工作机会。
日内瓦商学院巴塞罗那校区坐落在一座经过精心装修的19世纪建筑中，位于城市最具标志性的建筑和商业大道Passeig de Graci的附近。巴塞罗那校区将经典的加泰罗尼亚建筑与现代设施相结合。校园内包括一个优雅的露台，桌面游戏和烧烤区，让学生在课间放松，享受田园诗般的巴塞罗那天气。
巴塞罗那无与伦比的文化和体育使课堂外的生活方式丰富多样，配上我们出色的校园设施、学生服务和城市独特的专业机会，令世界各地的学生在巴塞罗纳学习生活成为了一次难忘的体验。
巴塞罗那校区官网 （页面存档备份，存于）

### 马德里校区
在西班牙的首都—马德里学习意味着你将在欧洲最精致、最具文化意义的城市度过你的学习生涯。
马德里是欧洲最时髦的城市之一，它融合了艺术、美食和历史传统，以及蓬勃发展的科技经济和创业环境。马德里有着极其丰富的历史和对创新的热爱，使其成为学习商业生活的理想中心。这里拥有17所大学、30个研究中心和无数的新兴企业，是一个生机勃勃的充满创造力和创新的城市。
日内瓦商学院马德里校区于2018年9月落成，其设施和设备都是全新的。校园位于Malasaña区的中心位置，距离皇宫仅几分钟路程，且公共交通便利。马德里校区教室明亮、宽敞、光线充足的教室为学生提供了理想的空间。使学生在舒适、欢乐和动态的环境中学习。
美味的食物、精美的建筑和鼓舞人心的博物馆都会令你在马德里校区的学习生涯丰富多彩。
马德里校区官网 （页面存档备份，存于）

## 专业

### 学士学位
- 国际金融    BF in International Finance
- 国际管理    BBA in International Management
- 国际关系    BBA in International Relations（*日内瓦校区）
- 数字营销    BBA in Digital Marketing （*马德里和巴塞罗那校区）
- 体育管理    Sport Management（*巴塞罗那校区）
- 创业学      BBA in Entrepreneurship

Bachelor Programs in Business Administration （页面存档备份，存于）

### 硕士学位
- 国际管理    MBA in International Management
- 国际金融    MSc.F in International Finance
- 国际关系    MBA in International Relations（*日内瓦校区）
- 数字营销    MBA in Digital Marketing（*巴塞罗那校区）
- 体育管理    MBA in Sport Management （*巴塞罗那校区）
- 石油和天然气管理    MBA in Oil and Gas Management（*日内瓦校区）

Master's Programs in Business Administration

### 博士学位
- 工商管理博士学位    Doctorates in Business Administration (DBA)
- 社会责任    DBA in Corporate Social Responsibility

Doctorate Programs （页面存档备份，存于）

## 招生要求

### 学士学历课程
- 高中/国际高中文凭IB (International Baccalaureate) 或相应学历
- 雅思IELTS成绩至少6.0/托福TOEFL 70分以上或在英语环境中学习至少3年的证明
- 一篇主题为《What can you bring to the GBS community？》的文章，字数要求：500字
- 一封推荐信
- 所有所需学历证书、成绩单和取得的学历证书的扫描件
- 有效护照/身份证复印件

Admission Criteria for Bachelor Programs (BBA / BF)

### 硕士学历课程
- 本科或相关领域的同等学历
- 雅思IELTS成绩至少6.5/托福TOEFL 74分以上或之前在英语环境中学习至少3年的证明
- 一份简历
- 一封推荐信
- 一篇主题为《What can you bring to the GBS community？》的文章，字数要求：500字
- 至少2年工作经验
- 所有所需学历证书、成绩单和取得的学历证书的扫描件
- 有效护照/身份证复印件
- 前提条件：拥有会计、金融、经济学相关知识。如没有，可在暑假进行硕士预科课程，或者通过在线水平课程（如Peregrine）进行硕士预科课程，并且在自测中至少获得60%的分数。

Admission Criteria for Masters Programs (MBA / MScF)

### 博士学历课程
- 硕士或相关领域的同等学历。
- 雅思IELTS成绩至少7/托福TOEFL 85分以上或之前在英语环境中学习至少3年的证明
- 一份简历
- 一封推荐信
- 获得硕士学位后至少2年工作经验
- 所有所需学历证书、成绩单和取得的学历证书的扫描件
- 有效护照/身份证复印件
- 一份5⻚博士生研究题目及研究方向提议。要求:按照日内瓦商学院的纲要进行完成，内容为该生博士课题研究项目研究方向及题目

Admission Criteria for Doctorate Programs (DBA):

## 认证体系

### IACBE
日内瓦商学院已收到美国堪萨斯州奥拉西的大学企业教育国际联盟(IACBE)的认证。该认证于2011年2月1日获得高等教育认可委员会(CHEA)的认可。日内瓦商学院获得大学企业教育国际联盟(IACBE)认可的项目有：
- 金融学士学位 Bachelor in Finance (BF)
- 工商管理学士学位 Bachelor of Business Administration (BBA)
- 工商管理硕士 Master of Business Administration (MBA)
- 金融硕士 Master of Science in Finance (MSc. F)

### ECBE
欧洲商业教育委员会(ECBE)的使命是鼓励和支持商业教育质量的不断改善。它直接面对学生和全球商业知识学习者：学习机构、院系和雇主。日内瓦商学院获得欧洲商业教育委员会(ECBE)认可的项目有：
- 金融学士学位 Bachelor in Finance (BF)
- 工商管理学士学位 Bachelor of Business Administration (BBA)
- 工商管理硕士 Master of Business Administration (MBA)
- 金融硕士 Master of Science in Finance (MSc. F)

### EduQua
在瑞士联邦政府教育质量委员会EduQua的认证审核过程中，成人的持续教育机构可获得认证。EduQua制定了机构质量衡量的六个标准：课程的提供、与客户的沟通、价值的表现、教职工会议、学习的成功、以及质量保证和发展。

## 排名
2019年在Best Masters & MBA Ranking 2019 by Eduniversal（教育学院2019年最佳硕士和MBA排名） （页面存档备份，存于）中日内瓦商学院其中五个专业进入排名。
- 其中工商管理硕士-石油和天然气管理专业在全球油气管理与贸易排名第9位;
- 工商管理硕士-数字营销专业在电子商务和数字营销排名第29位;
- 工商管理硕士-体育管理在世界体育管理排名第37位;
- 国际金融专业硕士在企业金融（Corporate Finance）排名第43位;
- 工商管理硕士-国际管理专业在西欧国际管理排名第59位。[]

2016年11月，日内瓦商学院通过 Eduniversal Ranking排名颁发了2个卓越奖。 日内瓦商学院现在是瑞士商学院和大学排名前十的国家。 （页面存档备份，存于）
在2016年，日内瓦商学院在瑞士排名第三，在CEOWORLD CEOWORLD magazine's global business school rankings for executives （页面存档备份，存于）杂志的全球商学院排名，高管和企业家，2016年在行政人员和企业家排名前100名全球商学院排名
世界大学的 Webometrics Ranking排名，也称为大学排名网，将GBS列为瑞士顶尖大学之一 GBS among the top universities in Switzerland （页面存档备份，存于）.

## 照片

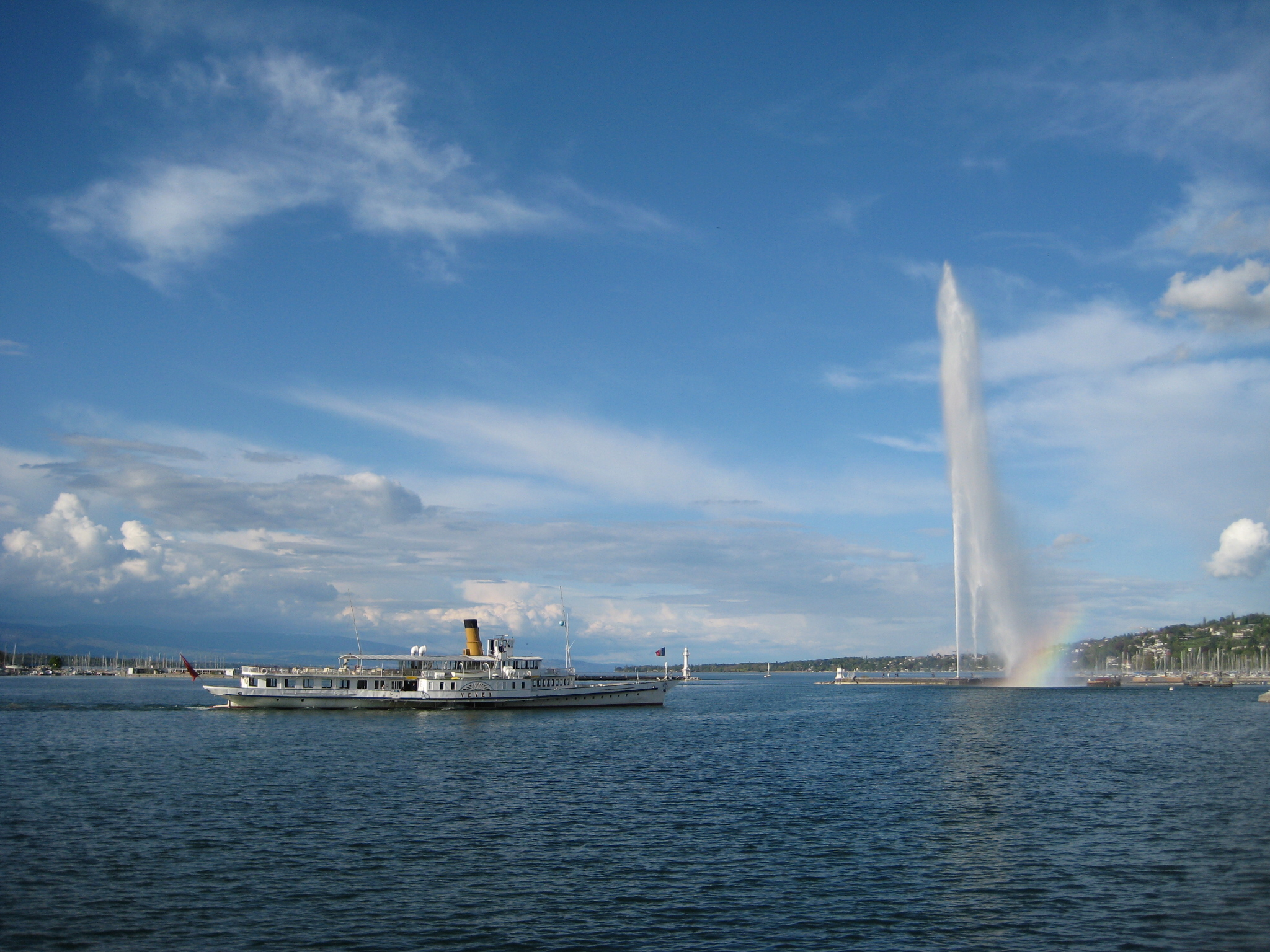

1. ↑  . CEOWORLD magazine. 2016  [2017-02-14]. （原始内容存档于2018-09-30）.